# Destinacions d'Air Nostrum
Air Nostrum, franquícia d'Iberia LAE, opera en les següents destinacions:
(Última actualització: 24 de febrer de 2017)

## Àfrica
- Marroc
  - Marràqueix - Aeroport de Marràqueix–Menara
  - Tànger - Aeroport de Tànger

## Europa
- Alemanya
  - Frankfurt - Aeroport de Frankfurt

- Espanya
  - Alacant - Aeroport d'Alacant-Elx
  - Almeria - Aeroport d'Almeria
  - Astúries - Aeroport d'Astúries
  - Badajoz - Aeroport de Badajoz
  - Barcelona - Aeroport de Barcelona-El Prat BASE
  - Bilbao - Aeroport de Bilbao BASE
  - Gran Canària - Aeroport de Gran Canària
  - Granada - Aeroport de Granada
  - Eivissa - Aeroport d'Eivissa
  - Jerez de la Frontera - Aeroport de Jerez
  - La Rioja - Aeroport de Logronyo-Agoncillo
  - Lleó - Aeroport de Lleó
  - Lleida - Aeroport de Lleida
  - Madrid - Aeroport de Madrid-Barajas BASE
  - Màlaga - Aeroport de Màlaga-Costa del Sol
  - Mallorca - Aeroport de Palma
  - Melilla - Aeroport de Melilla
  - Menorca - Aeroport de Menorca
  - Pamplona - Aeroport de Pamplona
  - Sant Sebastià - Aeroport de Sant Sebastià
  - Santander - Aeroport de Santander
  - Santiago de Compostel·la - Aeroport de Santiago-Rosalía de Castro
  - Sevilla - Aeroport de Sevilla
  - Tenerife - Aeroport de Tenerife Nord
  - València - Aeroport de València BASE
  - Vigo - Aeroport de Vigo-Peinador

- França
  - Biarritz - Aeroport de Biarritz
  - Bordeus - Aeroport de Bordeus Mérignac
  - Estrasburg - Aeroport Internacional d'Estrasburg
  - Lió - Aeroport de Lió–Saint-Exupéry
  - Marsella - Aeroport de Marsella Provença
  - Nantes - Aeroport de Nantes Atlantique
  - Niça - Aeroport de Niça-Costa Blava
  - Tolosa de Llenguadoc - Aeroport de Tolosa-Blanhac

- Itàlia
  - Bolonya - Aeroport de Bolonya Guglielmo Marconi
  - Torí - Aeroport de Torí

- Portugal
  - Faro - Aeroport de Faro
  - Porto - Aeroport Internacional Francisco Sá Carneiro
  - Lisboa - Aeroport de Lisboa